# Gijsbert Hanekroot
Gijsbert Hanekroot (Brussel, 1 mei 1945) is een Nederlands fotograaf.
Hij werkte als reportagefotograaf van 1969 tot 1983 voor bladen als OOR, Nieuwe Revu, Viva en Margriet en voor verschillende dagbladen. Hij is autodidact en liep drie maanden stage bij Philip Mechanicus. In die tijd maakte hij concertfoto's van The Outsiders, waarmee zijn loopbaan als popfotograaf begon. Hij was de eerste die hiervan zijn beroep maakte.
Hij was hoffotograaf van Oor van 1970 tot 1975 en werd opgevolgd door Anton Corbijn, die enige tijd zijn assistent was. Voor Nieuwe Revu maakte hij reisreportages met Derk Sauer, naar onder andere Vietnam (1978) en Benin. Met popjournalist Pim Oets publiceerde hij de boeken Popsmuk en Popnamen (msterdam, Born, 1972/73). In 2006 publiceerde hij Amsterdam honderd jaar later samen met Nienke Huizinga (Zwolle, Waanders). In 2008 verscheen zijn fotoboek Abba...Zappa Seventies Rock Photography, (Rotterdam, Veenman), een ontwerp van Sybren Kuiper (-SYB-).

## Tentoonstellingen
- 1994 Rotterdam Kunsthal: Rock Around the Camera. 40 jaar popfotografie in Nederland 1954-1994. Groepstentoonstelling
- 2005 Amsterdam Newsphoto: Pophelden van de jaren zeventig
- 2009 Leiden Museum Volkenkunde: Van Abba tot Zappa. Onderdeel van Music in Motion
- 2020 Van Eesteren Museum: We built this city on Rock and Roll van 15 oktober t/m 9 mei 2021

- Gemeinsame Normdatei: 138311048
- International Standard Name Identifier: 0000 0003 9182 7558
- Nederlandse Thesaurus van Auteursnamen: 069925100
- PIC: 386925
- RKD-Nederlands Instituut voor Kunstgeschiedenis: 226918
- Système universitaire de documentation: 135798205
- Virtual International Authority File: 285718294